# 皮耶克赛迈基
皮耶克赛迈基（芬蘭語：Pieksämäki）是芬兰南萨沃区的一个使用“城市”称号的市镇。城市面积为1,836.22平方公里，其中水域面积为267.52平方公里。居民数量为17,909人（2019年1月底），人口密度为11.4人/平方公里。
皮耶克赛迈基火车站为芬兰铁路网络的一个重要中枢。萨沃铁路博物馆座落在该市内。
迪亚科尼亚应用科学大学有一个校区在皮耶克赛迈基。
该市的唯一官方语言是芬兰语。

## 图集

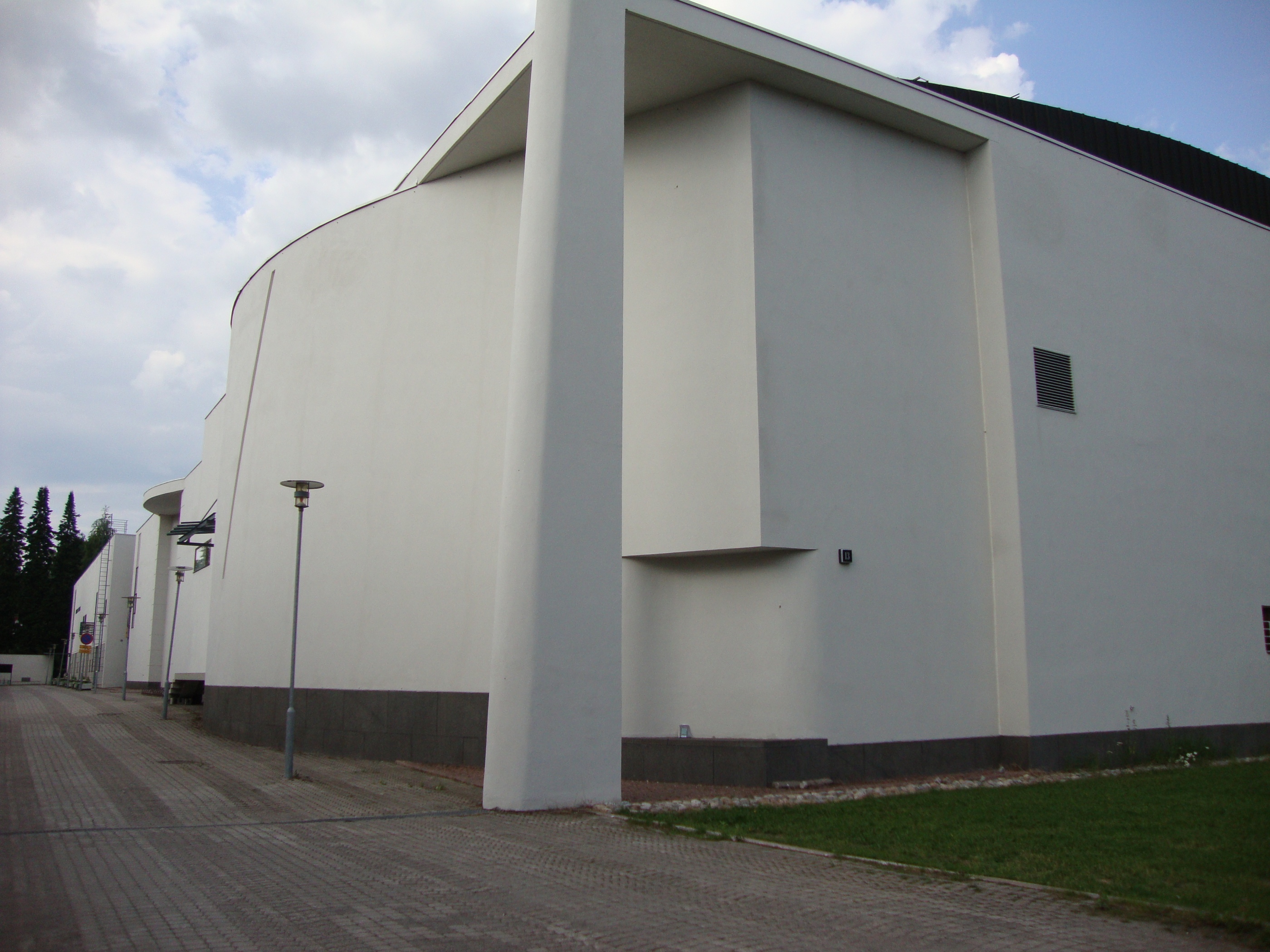
波勒尼文化中心（芬蘭語：Kulttuurikeskus Poleeni）
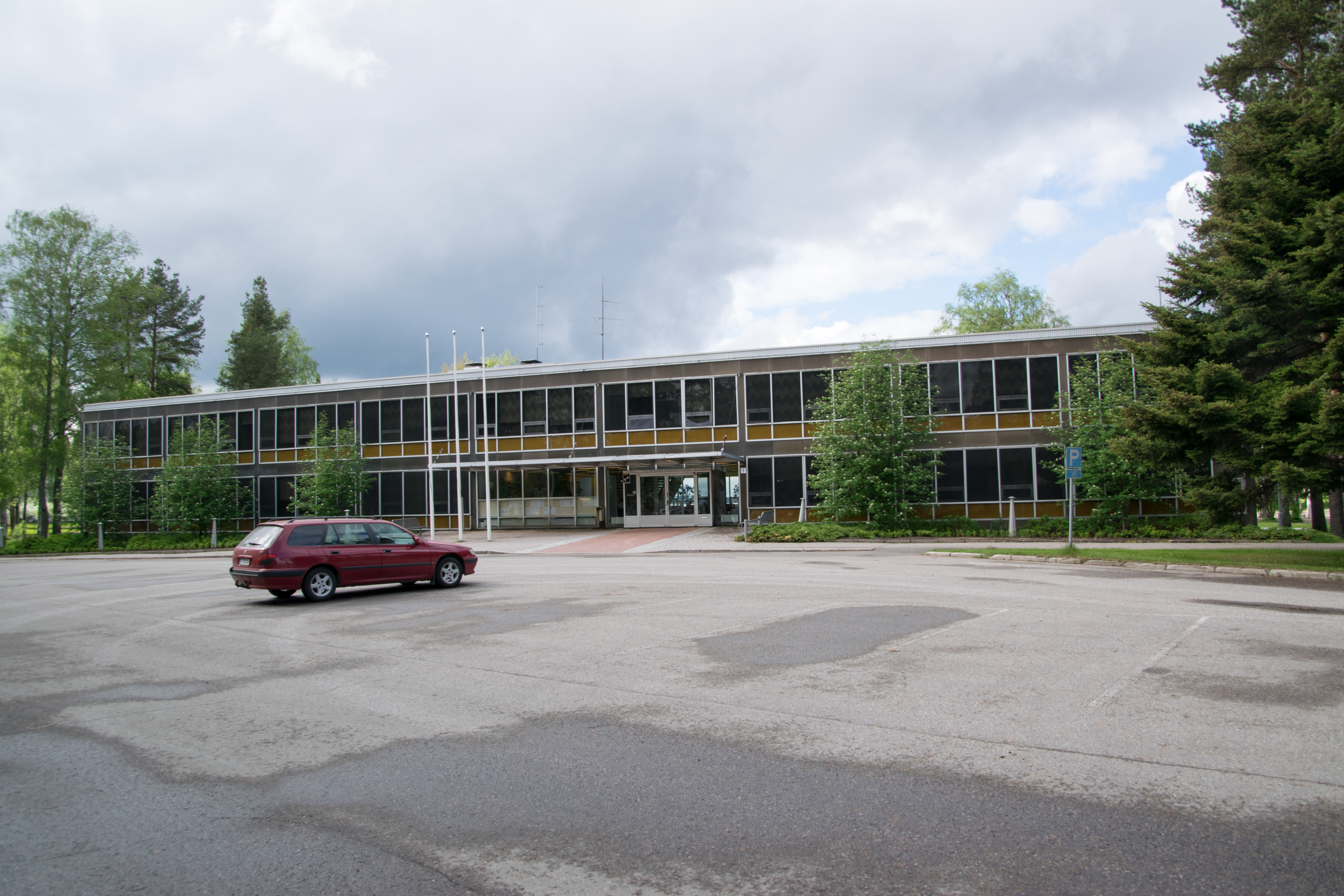
皮耶克赛迈基市政厅（芬蘭語：Pieksämäen kaupungintalo）
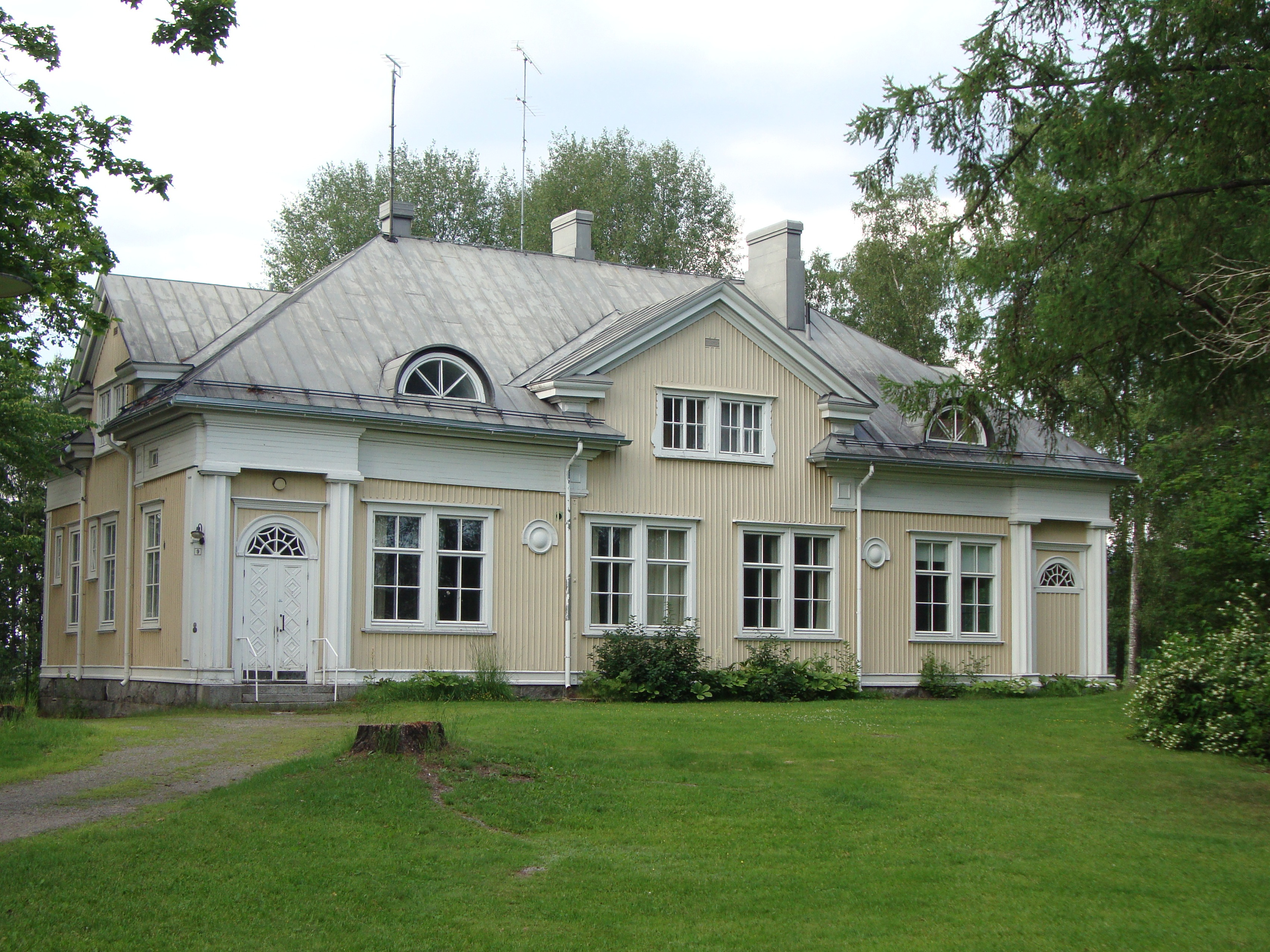
皮耶克赛迈基老市政厅
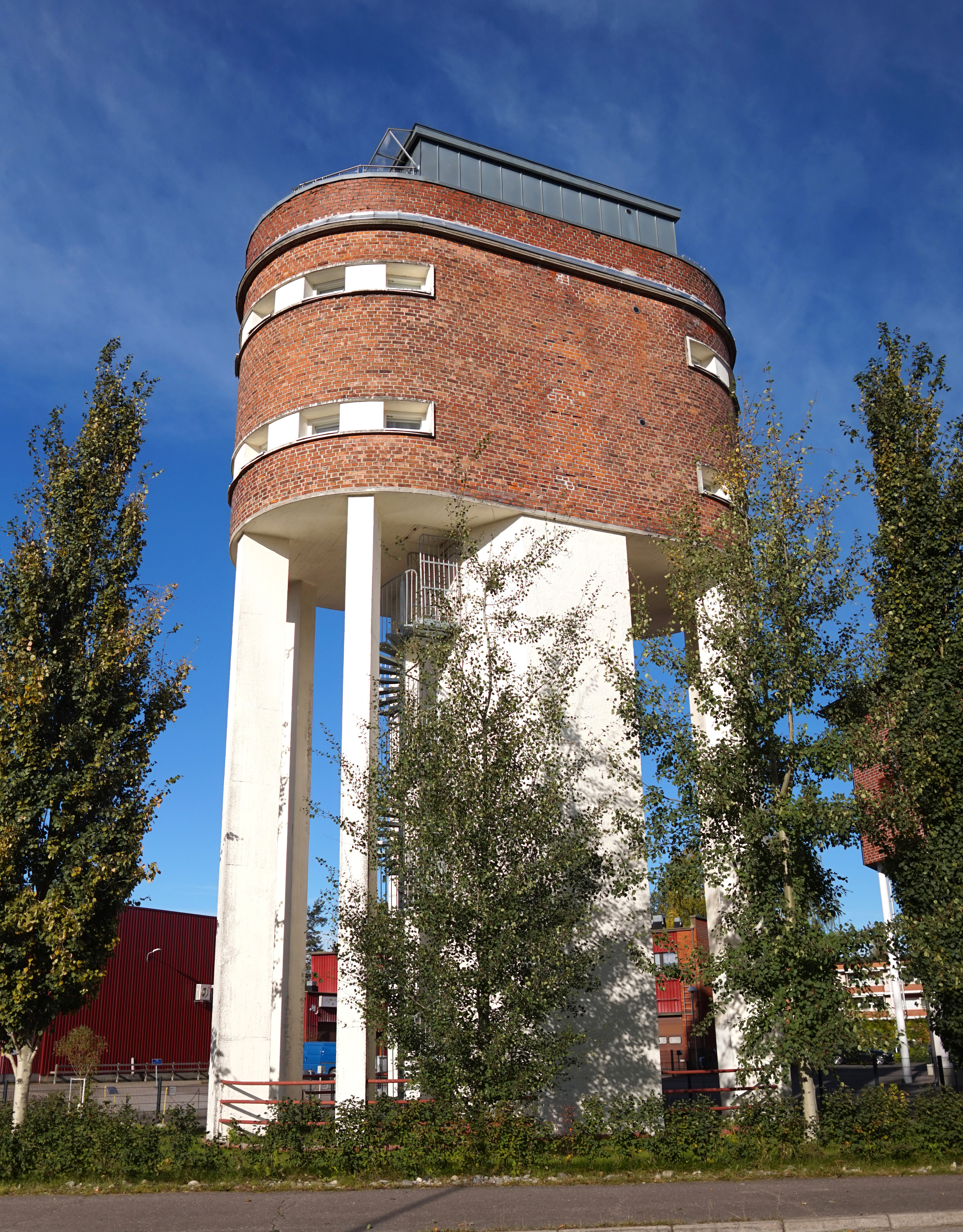
皮耶克赛迈基老水塔
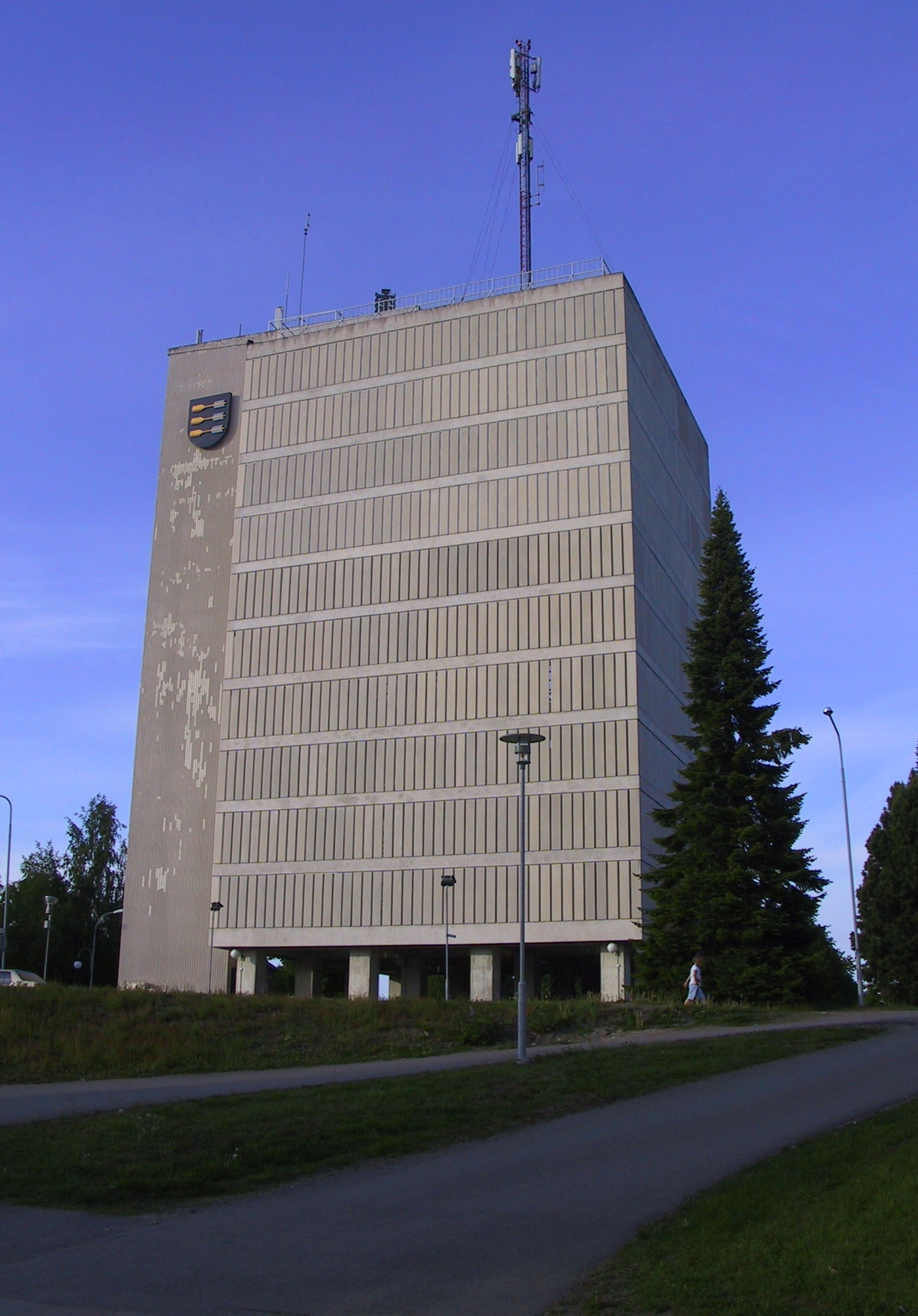
皮耶克赛迈基水塔（芬蘭語：Pieksämäen vesitorni）